# مجدي العمري
مجدي العمري (3 مارس 1963-) هو مخرج فلسطيني، يعيش بين حيفا ومونتريال، حصل على شهادة البكالوريوس في الفنون الجميلة في صناعة الأفلام من المعهد العالي للسينما في مصر، وعلى درجة الماجستير من جامعة كونكورديا في مونتريال. عمل مساعد مخرج ومنتج في العديد من الأفلام المصرية الروائية. كتب وأنتج وأخرج أفلامه الخاصة التي عرضت في مهرجانات دولية، وحصل منها على جائزة أفضل فيلم روائي قصير في مهرجان الإسماعيلية عن فيلمه "مار ماما". كما ويعمل محاضراً في جامعة دار الكلمة في بيت لحم.

## أسلوبه
يجسد العمري في أعماله دور الفن في القضية الفلسطينية، ويسلط الضوء على معاناة الشعب الفلسطيني السياسية، والاجتماعية، والرأسمالية. ويحول المشهد الفلسطيني اليومي إلى قصص روائية، لإيقاظ المشاعر نحو القضية، كفلمه مار ماما الذي يبين فيه الهجمات الصهيونية على المدن الفلسطينية. ويروي في أفلامه قصص الاغتراب، ومعاناة الأفراد في التواصل ومواجهة القوى السياسية والاجتماعية.

## أعماله
أنتج العمري مجموعة من الأفلام الروائية القصيرة منها:
- فيلم مار ماما، عام 2023.
- فيلم جمود.
- فيلم ثبات.